# Slag om Balikpapan
De Slag om Balikpapan vond tussen 23 en 24 januari 1942 plaats om de oliehavenstad Balikpapan op Borneo in Nederlands-Indië. Na de inname van de olievelden op Tarakan tijdens de Strijd om Tarakan rukte de troepenmacht onder generaal-majoor Shizuo Sakaguchi op naar Balikpapan in de hoop dat de olievelden daar niet vernietigd waren.

## Verdediging in en rondom Balikpapan
Het Nederlandse leger in Balikpapan bestond uit ongeveer 1000 man en stond onder bevel van de KNIL-luitenant-kolonel Cornelis van den Hoogenband. De stad zelf werd beschermd door de kust, anti-luchtdoel- en veldartillerie. In de ingang van de haven werden zeemijnen gelegd door de mijnenlegger Soemenep onder commando van luitenant T. Jellema.
Op Tarakan heeft de eerste gewapende strijd plaatsgevonden tussen Nederland en Japan, alwaar op 10 januari 1942 een Japanse aanval is uitgevoerd ter verovering van de olie-installaties aldaar. Na de overgave werd Kapitein G.L.Reinderhoff (stafchef Garnizoen Tarakan) samen met B.P.M. administrateur en reserve kapitein A.H. Colijn door de Japanse bevelhebber onder bewaking met een ultimatum uitgezonden in een motorsloep, bestemd voor de commandant van het 600 kilometer verder gelegen garnizoen in Balikpapan op Borneo, om de olie-installaties daar onbeschadigd te laten, aangezien deze op Tarakan door de Nederlanders voor de landing van de Japanners reeds zwaar waren beschadigd en deels vernield. Reinderhoff en Colijn wisten hun bewakers te overmeesteren en werden vervolgens door een in de sector patrouillerend watervliegtuig van de Marine Luchtvaartdienst op volle zee opgemerkt. Na enkele pogingen kon deze op zee landen en vlogen zij naar Balikpapan alwaar verslag werd gedaan wat er op Tarakan was gebeurd. Daarop werd door de garnizoenscommandant luitenant-kolonel C. van den Hoogenband besloten alle olie-installaties ook daar onmiddellijk te vernietigen om ze niet in Japanse handen te laten vallen.
Op 18 januari 1942 gaf de Nederlandse commandant de instructies om de olievelden in Balikpapan te vernietigen en evacueerde zijn staf naar Samarinda. Maar de vernietiging lukte niet helemaal, de enige serieuze beschadiging was aan tanks, pijpleidingen en de speciaal aangelegde kade in het havengebied.
Op 22 januari werd de Japanse vloot gezien die opstoomde naar het zuiden en Nederlandse vliegtuigen vielen het konvooi aan. Ondanks aangevallen te zijn landden de Japanners op 24 januari om 20:00 uur op bijna 5 kilometer ten zuidoosten van het vliegveld van Balikpapan. De aanvalseenheid landde zonder enig vijandelijk verzet en tegen de morgen was het vliegveld bezet. De opmars naar het zuiden ging langzaam omdat de bruggen waren vernietigd maar de Japanners bereikten in de nacht van 25 januari de noordelijke buitenwijken van Balikpapan. Het Nederlandse garnizoen had zich teruggetrokken naar de binnenlanden van Borneo waardoor de Japanners de stad zonder enig verzet konden innemen.
Nadat Balikpapan bezet was, werd een nieuwgevormd Japans detachement onder luitenant-kolonel Kume belast met de bescherming van de olievelden. Het grootste deel van de troepen en de vloot onder Shizuo Sakaguchi ging zuidwaarts om Banjarmasin in Zuid-Borneo, bekend om zijn olie, rubber, hout en kolen, in te nemen. Banjarmasin zou dan gebruikt worden als basis voor de invasie van Java.
Balikpapan bleef tot juli 1945 in Japanse handen; toen werden de Japanners door Australische troepen verslagen tijdens de Strijd om Balikpapan.

## Nederlandse lucht- en zeeaanvallen
In de namiddag van 23 januari vielen 9 Nederlandse Martin Model 166 (Martin B-10) bommenwerpers tezamen met 20 Brewsters van 2-VLG-V en 3-VLG-V, het Japanse konvooi aan. Het transportschip Tatsugami Maru raakte beschadigd en de Nana Maru zonk. Vlak bij Balikpapan viel de Nederlandse onderzeeër Hr. Ms. K XVIII het transportschip Tsuruga Maru aan en bracht het tot zinken en rapporteerde de beschadiging van de patrouilleboot P-37.

## Aanval door de Amerikaanse marine
Terwijl de Japanse invasiemacht landde bij Balikpapan viel in de vroege morgen van 24 januari 1942 de 59ste Amerikaanse Marine Torpedojagerdivisie onder Rear admiraal William A. Glassford en commandant Paul H. Talbot de Japanse marine-eenheid onder schout-bij-nacht Shoji Nishimura voor ongeveer vier uur aan. De Amerikaanse eenheid die bestond uit de torpedojagers USS Paul Jones, USS Parrott, USS Pope en de USS John D. Ford viel de voornamelijk uit twaalf transportschepen en drie patrouilleboten van het Japanse eskader aan. Op zijn minst werden drie transportschepen (de Kuretake Maru, Sumanoura Maru en Tatsukami Maru) en een patrouilleboot (de P-37) door torpedoaanvallen tot zinken gebracht. Maar de meeste torpedo’s die gelanceerd werden misten hun doel of ontploften niet. Omdat de landing plaatsvond om ongeveer 21:30 uur was de aanval te laat om de inname van Balikpapan te verhinderen.

## Slachting door de Japanners
Een paar weken na de verovering van Balikpapan (waarschijnlijk op de 20ste februari) werden alle Europeanen die de Japanners in handen waren gevallen en die ten tijde van de vernielingen in Balikpapan aanwezig waren geweest vermoord. Dat waren de twee ter plaatse gebleven bestuursambtenaren, de inspecteur van politie, een officier van gezondheid, Simon Arnoldus Dikstaal (tevens vertegenwoordiger van het Rode Kruis), acht patiënten uit het ziekenhuis, een plaatselijke predikant, drie priesters, enkele ingenieurs en een grote groep
krijgsgevangenen, bij elkaar acht-en-zeventig personen. Zij werden naar een plaats op het strand gebracht: de twee bestuursambtenaren werden onthoofd; vervolgens werden zesenzeventig anderen tot hun borst de zee ingedreven waar zij een voor een werden doodgeschoten. De oudste van de drie priesters sprak op de Japanners in, trachtte zijn lotgenoten te troosten en zegende hen totdat hem ook zelf een kogel trof. De Japanners lieten de lijken in het water drijven.

## Inname van Banjarmasin
De aanval op Banjarmasin moest worden uitgevoerd door het landleger onder kolonel Kyohei Yamamoto en het 146ste Infanterieregiment onder kapitein Yoshibumi Okamoto moest vanaf zee komen. Het landleger begon op 30 januari met zijn opmars terwijl de troepenmacht die vanaf zee aankwam, op 27 januari afzeilde. Ondanks dat het landleger door de dicht begroeide jungle en met tropische hitte en regen te maken kreeg, bezette het toch snel de kleine plaatsen Moera Oeja, Bongkang, Tandjoeng, Amoentai, Barabai, Kandangan en Rantau. De troepenmacht op zee reisde alleen in de nacht en lanceerde een verrassingsaanval op Kotabaru op het eiland Laut. Nadat ze Martapura-vliegveld hadden bezet werd op 10 februari Banjarmasin zonder verzet ingenomen. De Nederlandse eenheid onder luitenant-kolonel Henry Halkema had zich teruggetrokken om het Kotawaringin-vliegveld op Midden-Borneo te beschermen.